# Adrian (Minnesota)
Adrian – miasto w Stanach Zjednoczonych, w stanie Minnesota, w hrabstwie Nobles.